# Superstrat

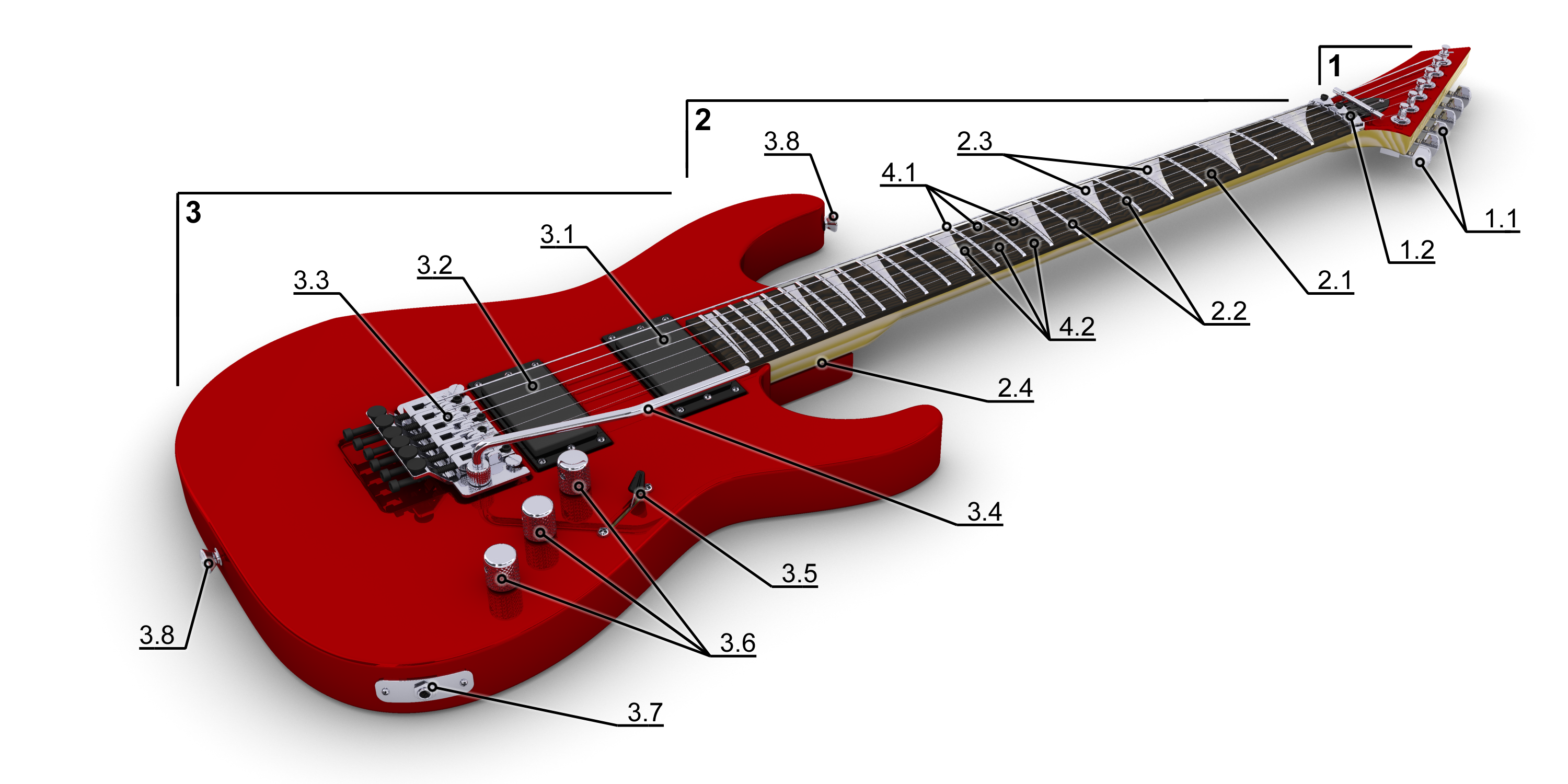
Modelo de guitarra Superstrato.

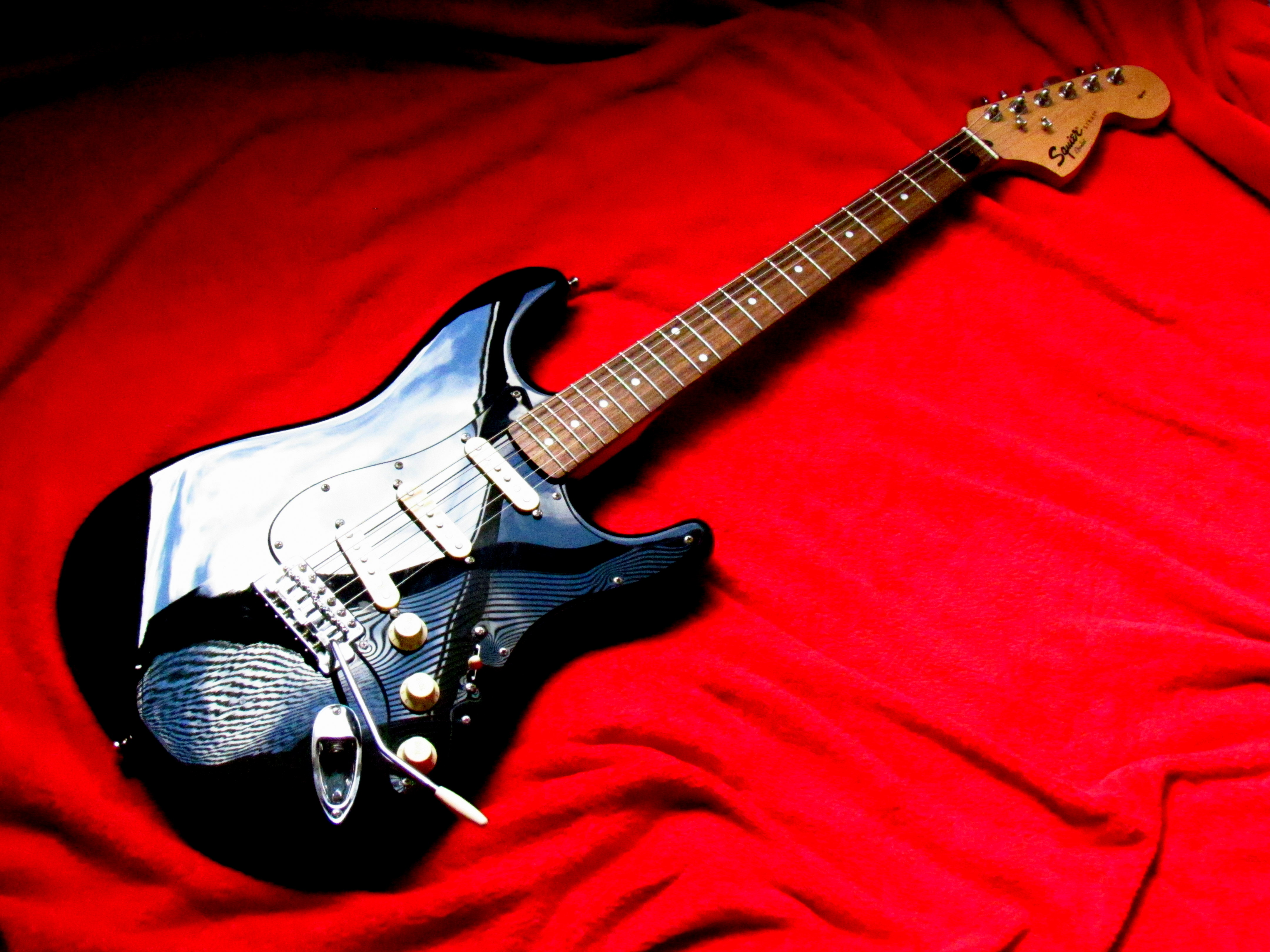
Modelo de Strato (ST).

A Superstrato (por vezes escrito super-strat ou super strat) é uma categoria de guitarras que se destacam por apresentarem um desenho que se assemelha ao da Fender Stratocaster e contudo apresentam características que as tornam claramente distintas. Entre as características que distinguem uma guitarra tipo Superstrato encontra-se o comumente uso das configurações de captadores: 
- Humbucker-Single-Humbucker (HSH),
- Humbucker-Single-Single (HSS),
- Humbucker-Humbucker(HH).

Uso de outras madeiras além do ash e alder (usadas nas stratos, como basswood por exemplo. Caracteriza-se também pelo uso de ponte fixa, ou tremolo flutuante como as pontes Kahler e Floyd Rose (licenciada e original) ou a tremolo vintage como no modelo clássico, podendo ter o número de casas como o clássico(21 ou 22)ou mais (24 a 36).

## História

### Origem das modificações
Não se sabe exatamente quando a Superstrato foi inventada, mas muitos acreditam que foi pelo lendário guitarrista Eddie Van Halen que houve início (Guitarra Frankenstein, 1979). Outros notam que o guitarrista da banda Parliament Funkadelic, Michael Hampton, tocava com uma Strato composta de 3 humbuckers e um headstock invertido, já no final dos anos 70.
Com a sua crescente popularidade nos anos 80, muitos guitarristas procuravam modelos mais voltados para este estilo, tanto em design (linhas mais agressivas) quanto em tocabilidade (facilidade de tocar e um timbre mais grave, agradável com distorções de alto ganho). Guitarristas como Ritchie Blackmore, Uli John Roth e Dave Murray eram usuários das Stratos, mas sem tantas modificações nos instrumentos.
Ritchie Blackmore foi um dos primeiros a criar uma guitarra semelhante à Superstrato. Insatisfeito com o desempenho das guitarras comerciais originais disponíveis, Ritchie procurou criar um instrumento que se adequasse ao seu estilo acrobático de tocar, como visto nas fotos de shows de Manchester em 1974. Os captadores Single da Stratocaster™ eram barulhentos, e não possuíam a saída necessária para conduzir um amplificador a uma distorção alta (característica do som de Van Halen), mas o formato do corpo e a ampla faixa de afinação do tremolo da Fender o atraíam.
Edward Lodewijk Van Halen, um ávido engenheiro de montagem, montou um corpo de Strato com um fino braço de maple de 21 trastes e um humbucker Gibson PAF na ponte (1976). Esta guitarra, conhecida como "Frankenstein/Frankenstrat", foi apresentada no álbum de estréia de Van Halen, Van Halen (1977), e retratada na capa do álbum. Mais tarde (1979), foi repintado com uma camada superior de vermelho e teve diferentes humbuckers ao longo dos anos, alguns deles feitos por encomenda.

### Produção em massa
A Superstrato começou a ser fabricada em massa em 1983, pelas marcas Kramer, Charvel, Jackson, Yamaha, Aria, Ibanez, e Hamer, devido a alta demanda da época. A crescente popularidade do Heavy Metal e Hard Rock levou a uma nova geração de guitarristas que empregavam técnicas rápidas e complexas que exigiam braços de guitarra mais finos e sistemas de tremolo estáveis. Alguns exemplos de guitarras comercializadas para esse público específico incluem:
- Kramer Baretta (1983-1991) - uma guitarra antiga com Floyd Rose, um humbucker inclinado, mas contornos mais tradicionais do pescoço e do corpo. Baretta tem uma conexão estreita com Frankenstrat de Eddie Van Halen - ela foi projetada para ser comercializada como o modelo de assinatura de Van Halen, mas Eddie nunca endossou a Baretta em termos de reproduzi-la no palco.
- Dean Bel Aire (1983–1984) - uma das primeiras guitarras do HSS apelidada de "Superstrato", apesar de ainda usar construção de braço aparafusado com 22 trastes e tremolo vintage).
- Jackson Soloist (produzido oficialmente a partir de 28 de agosto de 1984) - guitarra HSS com construção no pescoço, 24 trastes e ponte Floyd Rose / Kahler - a personificação mais completa dos recursos da Superstrato até hoje em uma guitarra produzida em massa, considerada por muitos como a primeira Superstrato definitiva.

Durante o resto da década de 1980, devido ao enorme sucesso de marketing do estilo, a maioria das empresas de guitarra possuía pelo menos um modelo de Superstrato na produção em massa.
Fabricantes de modelos de Superstratos além das empresas mencionadas em outras partes deste artigo também incluíram Fernandes, Schecter, Carvin e ESP.
A resposta de Fender
Fender respondeu à moda da Superstrato em meados da década de 1980, produzindo uma série de modelos baseados na Stratocaster.
- Fender Stratocaster Contemporary Japan (1984-1987)
- Fender Performer (1985-1986)
- Fender HM Strat (1988-1992)
- Fender Prodigy (1991-1993)
- Fender Showmaster (1998-2009)

Fender também lançou outros modelos Superstratos, tais como Talon, sob o nome Fender/Heartfield de 1989-1993, e a Showmaster, entre 1998-2009.